# Гнойниця
Гнойниця (пол. Gnojnica) — село в Польщі, у гміні Ропчиці Ропчицько-Сендзішовського повіту Підкарпатського воєводства.
Населення — 2182 особи (2011).
У 1975-1998 роках село належало до Ряшівського воєводства.

## Демографія
Демографічна структура станом на 31 березня 2011 року:
|          | Загалом | Допрацездатний вік | Працездатний вік | Постпрацездатний вік |
| -------- | ------- | ------------------ | ---------------- | -------------------- |
| Чоловіки | 1093    | 246                | 727              | 120                  |
| Жінки    | 1089    | 234                | 617              | 238                  |
| Разом    | 2182    | 480                | 1344             | 358                  |

## Топоніми

### Урбаноніми
Село Гнойниця складається з наступних частин:
- Буди
- Нижня Гнойниця
- Домарадз Великий
- Домарадз Малий
- Липниця
- Намирівки
- Підлас
- Воля Гнойницька

## Спорт

### Спортивні клуби
- Інтер (Гнойниця) — футбол, виступає у чемпіонаті аматорських клубів в серії A-класу.
- ЛЮКС Сирена Гнойниця Воля — вільна боротьба, сумо.

### Туристичні маршрути
У 2001 році по території Гнойниці прокладено та позначено велосипедну трасу довжиною 28,5 км для аматорів гірського велосипедного туризму. Траса проходить польовими дорогами вздовж щитів Підгір'я Карпат.